# Mount Sulivan
Mount Sulivan är ett berg i territoriet Falklandsöarna (Storbritannien). Det ligger i den västra delen av landet, 160 km väster om huvudstaden Stanley. Toppen på Mount Sulivan är 468 meter över havet, eller 225 meter över den omgivande terrängen. Bredden vid basen är 2,0 km.
Terrängen runt Mount Sulivan är platt söderut, men norrut är den kuperad.  Trakten runt Mount Sulivan är nära nog obefolkad, med mindre än två invånare per kvadratkilometer. Det finns inga samhällen i närheten. Trakten runt Mount Sulivan består i huvudsak av gräsmarker.